# کادو (آلاباما)
کادو (به انگلیسی: Caddo) یک منطقهٔ مسکونی در ایالات متحده آمریکا است که در آلاباما واقع شده‌است. کادو ۲۴۱٫۱ متر بالاتر از سطح دریا واقع شده‌است.